# Еделсфелд
Еделсфелд (њем. Edelsfeld) општина је у њемачкој савезној држави Баварска. Једно је од 27 општинских средишта округа Амберг-Зулцбах. Према процјени из 2010. у општини је живјело 1.931 становника. Посједује регионалну шифру (AGS) 9371119.

## Географски и демографски подаци
Еделсфелд се налази у савезној држави Баварска у округу Амберг-Зулцбах. Општина се налази на надморској висини од 528 метара. Површина општине износи 34,8 km². У самом мјесту је, према процјени из 2010. године, живјело 1.931 становника. Просјечна густина становништва износи 55 становника/km².